# Roc Parés Burguès
Roc Parés Burguès   (Ciutat de Mèxic, 1968) és un artista, professor i investigador català. És guionista, expert en comunicació interactiva i dissenyador de sistemes interactius. El 1983 es mudà a Catalunya, on es llicencià en Belles Arts per la Universitat de Barcelona (1992) i es doctorà en Comunicació Audiovisual per la Universitat Pompeu Fabra (2001). Des de 1993, Parés és cofundador i director artístic de la Galería Virtual, una plataforma d'investigació i producció experimental que investiga la tecnologia de realitat virtual com a mitjà artístic. Actualment és professor i investigador del Grup en Comunicació Interactiva de DigiDoc, UPF. També codirigeix el Màster Universitari d'Arts Digitals (MUAD), Idec/UPF. Es dedica als camps d'investigació de les Arts Digitals, de l'Art i la Comunicació Social amb Dispositius Mòbils Intel·ligents i de Producció Artística i Realitat Virtual.

## Obres destacades
Dintre de la seva trajectòria com a artista, que començà de molt jove, destaquen les obres següents:

### Lightpools (1998)
Traduïda com El Ball del Fanalet, es tracta d'una instal·lació interactiva multiusuari inspirada en el tradicional ball popular català. Amb la col·laboració de Perry Hoberman i el seu germà, Narcís Parés, està ambientada en una pista de ball. L'experiment converteix el terra de la instal·lació en un joc col·lectiu on l'interactivitat i la realitat virtual prenen un protagonisme inusual per l'època.

### Self-disassembling robot (2005)
Consisteix en un robot compost per peces, funcions i comportaments dissenyat estrictament per desenvolupar una única feina: desmuntar-se a si mateix. Aquesta acció es desenvolupa en sincronia amb els moviments d'una ballarina que es va despullant. Així doncs, a través de les semblances entre les accions del robot i les de la ballarina, l'al·legoria de l'auto-desmuntatge qüestiona la vigència de la noció de feina com a eix vertebrador de la societat contemporània i de l'individu.

### SIL01 (2006)
José Manuel Beranguer i el centre de producció Nau Côclea col·laboren en una instal·lació audiovisual interactiva construïda dins d'una sitja de pinso, estructura típica de l'arquitectura agrícola industrial catalana. Es tracta d'un espai on els participants estan obligats a estirar-se, ja que l'alçada de la sitja no permet estar dret. En aquesta posició, i utilitzant simplement el moviment del seus cossos, els participants poden modificar i controlar diferents entorns de realitat virtual que ocupen tot el seu camp visual a través d'un sensors d'inclinació que permeten generar imatges i sons.

### La vecinidad (2006)
Estrenada al centre cultural d'Espanya a Mèxic com a iniciativa de baix cost. Es tracta d'una instal·lació interactiva que té com a onjectiu convidar els participants a qüestionar la comunicació de masses. Consisteix en entrar en una sala d'exposicions on els convidats han d'habitar i donar vida a l'entorn. Mentrestant, el recurs de la pantalla cinematogràfica a l'esquena els duu a un context inèdit i, alhora, poden ser contactats i seguits pel públic que segueix la retransmissió a través d'internet.

### Pétanque Électronique (2009)
Realitzada amb la col·laboració de Kenneth Russo, es tracta d'un joc telemàtic inspirat en la petanca reinterpretada plantejant la possibilitat de realitzar partides en línia.

### Deriva (2012)
Deriva s'inicià quan Parés va fer enlairar un mòbil dotat amb càmera de vídeo i GPS des del Laboratoire Paragraphe de la Université Paris 8. Aquest s'anava enlairant gràcies al feix de globus d'heli a què estava lligat. En el moment en què això succeí, es podia seguir en directe des del lloc de l'enlairament o per la web del projecte. Al final, l'artista muntà les imatges gravades del final cap al començament, és a dir, creà una història on un móvil apareix del no res i viatja pels cels de París fins a arribar al seu posseïdor. El projecte definitiu de Deriva es va dur a terme el març de 2012, però abans va haver-hi obres antecedents que seguien el mateix estil i anticipaven l'obra en qüestió, com ara les dutes a terme al Centre Cultural de Mèxic el 2006 i en el Mobile World Congress de Barcelona el 2010.

## Comissariat
Parés va ser, junt amb Mery Cuesta, comissari de la representació de Catalunya a la Biennal de Venècia 2017 amb 'La città che non si vede' d'Antoni Abad, un projecte que es va fer en col·laboració amb un col·lectiu local de persones invidents i de baixa visió, per tal de presentar una representació sensorial de l'espai de la ciutat a partir de l'enregistrament de peces d'àudio geolocalitzades amb l'objectiu de crear una cartografia de la ciutat a partir de les experiències del col·lectiu citat.

## Publicacions[10]
- Ministerio de cultura, publicat a La Vanguardia, 5 de novembre de 2001.[11]
- Capítol sobre Producció del Libro Blanco sobre el Sistema Arte Ciencia Tecnología en el estado español, Fundación Española para la Ciencia y la Tecnología, Madrid 2007.
- Dispositivos estéticos de participación social, escrit a quatre mans per Mery Cuesta i Roc Parés sobre el treball de Daniel G. Andújar. Suplement Cultura|s, La Vanguardia, 28 de gener de 2004.[12]
- Sobreviure a un fresc, escrit sobre el treball d'Enrique Radigales per al catàleg de BCN' Producció'06.[13]
- Etología de Z, escrit sobre el treball d'Antoni Abad. Publicat a Ligações - Links - Liaisons, Porto 2001.[14]
- La manca d'una política de foment de la creació a Catalunya, publicat per la revista Debats (Núm. 5/2006) del Museu d'Art de Girona.